# Rhaucus
Rhaucus is een geslacht van hooiwagens uit de familie Cosmetidae.
De wetenschappelijke naam Rhaucus is voor het eerst geldig gepubliceerd door Simon in 1879.

## Soorten
Rhaucus was monotypisch, maar sinds uitgebreid tot de volgende soorten:
- Rhaucus artifex
- Rhaucus florezi
- Rhaucus gaiterus
- Rhaucus marmoratus
- Rhaucus papilionaceus
- Rhaucus quinquelineatus
- Rhaucus robustus
- Rhaucus serratus
- Rhaucus serripes
- Rhaucus trilineatus
- Rhaucus vulneratus